# Grad Metlika
Grad Metlika ali Metliški grad je grad, ki leži v starem delu Metlike in je bil v pisnih virih prvič omenjen leta 1456.
Med turškimi vpadi v 15. in 16. stoletju, ko je bil grad v lasti grofov Alapov je imel grad ključno vlogo pri obrambi pred Turki. Kasneje je bil grad last Frankopanov, kasneje pa zagrebškega kapitlja. 
Grad je v 18. stoletju dvakrat zajel požar (v letih 1705 in 1790). Leta 1792 je poškodovani grad kupil ljubljanski gostilničar Jožef Savinšek in ga dal temeljito prenoviti. Grad je bil v lasti družine Savinšek do leta 1899, ko ga je vnuk Jožef vitez pl. Savinschegg zaradi dolgov prodal. Kasneje je grad zamenjal še nekaj lastnikov, danes pa je v njem urejen muzej. Belokranjski muzej katerega sedež je grad od leta 1951, ima urejenih nekaj stalnih zbirk. Kulturnozgodovinska zbirka prikazuje zgodovino Bele Krajine, rimsko in srednjeveško zgodovino prikazuje lapidarij (zbirka kamnitih spomenikov in obeležij), v gradu pa je urejena tudi etnološka zbirka, ki prikazuje način življenja v Beli Krajini. V grajskih stajah in drugih bivših gospodarskih poslopjih pa domuje Slovenski gasilski muzej Metlika. V grajskih prostorih sta še poročna soba in grajska klet z vinogradniško zbirko.
Grad je enonadstropna stavba z osrednjim dvoriščem, ki ga z dveh strani obdaja arkadni hodnik. Vhod na dvorišče se nahaja v dvonadstropnem vhodnem stolpiču. Grad ima petkotno osnovno ploskev, na katero je postavljena enonadstropna stavba z dvema obrambnima stolpoma, ki se dvigata vrh skalnega pomola nad potokom Obrh. 